# Linnanmäki
Linnanmäki (svédül: Borgbacken) egy vidámpark Helsinki központjában. 1950-ben nyitották meg, és a Gyereknap Alapítvány tulajdona, amely azért üzemelteti a parkot, hogy pénzt gyűjtsön a finn gyermekjóléti munkához.
A Linnanmäki Finnország legrégebbi és legnépszerűbb vidámparkja. Számos, különböző típusú és méretű pályával rendelkezik, és a skandináv vidámparkok közül Linnanmäkiben van a legtöbb pálya a látogatószámhoz képest.
2006 augusztusában a park 50 milliomodik látogatóját fogadta; azt jelent hogy évente jóval több mint egymillió ember lépet be a parkba.

## Kapcsolódó szócikk
- Särkänniemi